# Steffen Zesner

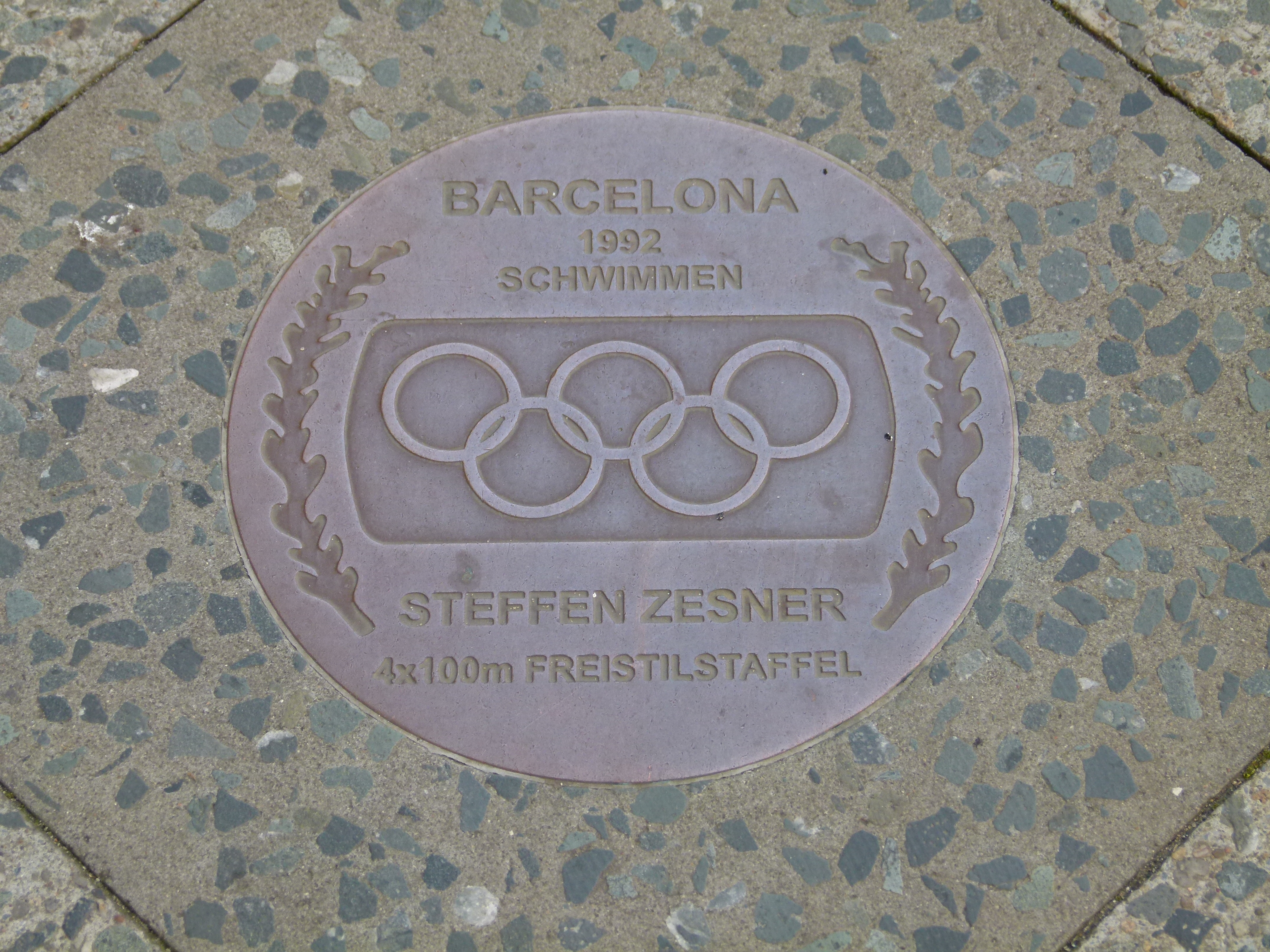
Placa conmemorariva de la medalla de Steffen

Steffen Zesner (Alemania, 28 de septiembre de 1967) es un nadador alemán retirado especializado en pruebas de estilo libre, donde consiguió ser subcampeón olímpico en 1988 en los 4 × 200 metros.

## Carrera deportiva
En las Olimpiadas de Seúl 1988 ganó la plata en los relevos 4 × 200 metros libre y el bronce en los relevos de 4 x 100 metros libre, representando a Alemania Oriental.
Cuatro años después, en las Olimpiadas de Barcelona 1992 ganó el bronce en los 4 x 100 metros libre; y otros cuatro años más tarde, en los Juegos Olímpicos de Atlanta 1996 ganó la medalla de bronce en los relevos de 4 × 200 metros estilo libre con un tiempo de 7:17.71 segundos, tras Estados Unidos y Suecia (plata).